# Dettenheim
Dettenheim település Németországban, azon belül Baden-Württembergben. Lakosainak száma 6800 fő (2023. december 31.).

## Népesség
A település népessége az elmúlt években az alábbi módon változott:
| Lakosok száma | 4704 | 5062 | 5582 | 5721 | 5866 | 6443 | 6743 | 6688 | 6468 | 6800 |
|               | 1961 | 1967 | 1974 | 1980 | 1987 | 1993 | 2000 | 2006 | 2013 | 2023 |